# 닌자보이 란타로: 삼총사의 대모험
《닌자보이 란타로: 삼총사의 대모험》(일본어: 映画 忍たま乱太郎)은 1996년 공개된 일본의 애니메이션 영화이다.

## 줄거리
란타로, 키마루, 신베!! 독버섯 닌자 일당에게 빼앗긴 전설의 비서를 되찾아라!!
배려심과 책임감이 강한 란타로는 엘리트 닌자가 되기 위해 부모님을 떠나 닌자학교에 입학하는데, 그 곳에서 힘쓰는 일에 앞장서는 먹보 신베, 동전을 제일 좋아하며 멀리서 떨어지는 동전 소리도 식별해낼 수 있는 막강 집중력의 키마루를 만나 삼총사로 똘똘 뭉친다.
여름방학이 끝날 무렵, 큰 상점을 운영하는 대부호 신베 아버지는 서양 무역상으로부터 들여온 값비싼 연료 화석을 신베, 단조를 시켜 짐꾼들과 함께 운반시키는데 그만 도중에 독버섯 닌자 두목 핫포 일당의 수면가스 공격으로 전부 빼앗기고 만다. 여기에 전설로 내려오는 하늘을 날 수 있는 비약 제조법이 담긴 두루마리까지 핫포의 손에 들어가고, 이를 알게 된 란타로, 키마루, 신베 무적의 삼총사는 사건을 해결하러 나서는데..